# Каликино (Рамешковский район)
Каликино — деревня в Рамешковском районе Тверской области.

## География
Находится в восточной части Тверской области на расстоянии приблизительно 15 км по прямой на север от районного центра поселка Рамешки.

## История
Основана бывшими жителями деревни Каликино Трестенской волости, поэтому поселение назвали Новое Каликино. В 1859 году в карельской владельческой деревне Каликино −16 дворов, в 1887 — 17. В советское время работали колхозы «Маяк», «Новь» и совхоз «Горский». В 2001 году в деревне 1 дом постоянных жителей и 9 — собственность наследников и дачников. До 2021 входила в сельское поселение Некрасово Рамешковского района до их упразднения.

## Население
Численность населения: 165 человек (1859 год), 107 (1887), 118 (1936), 9 (1989), 2 (русские 100 %) в 2002 году, 1 в 2010.